# バルドゥス・デー・ウバルディス
バルドゥス・デー・ウバルディス（Baldus de Ubaldis、1327年 - 1400年） は、14世紀のイタリアの法学者。バルトールス・デ・サクソフェラートの弟子。イタリアペルージアで生まれる。ペールジア大学 でバルトールスに師事する。1351年頃からボローニャ大学を始め権威ある著名な大学でローマ法とカノン法を講義する。著作は中世の法学者の中で最も多いと言われる。

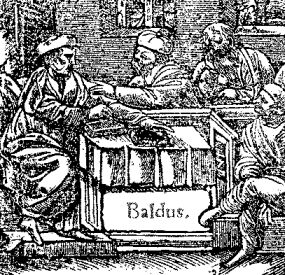
Commentaria in digestum vetus, 1549.
In usus feudorum commentaria, 1580
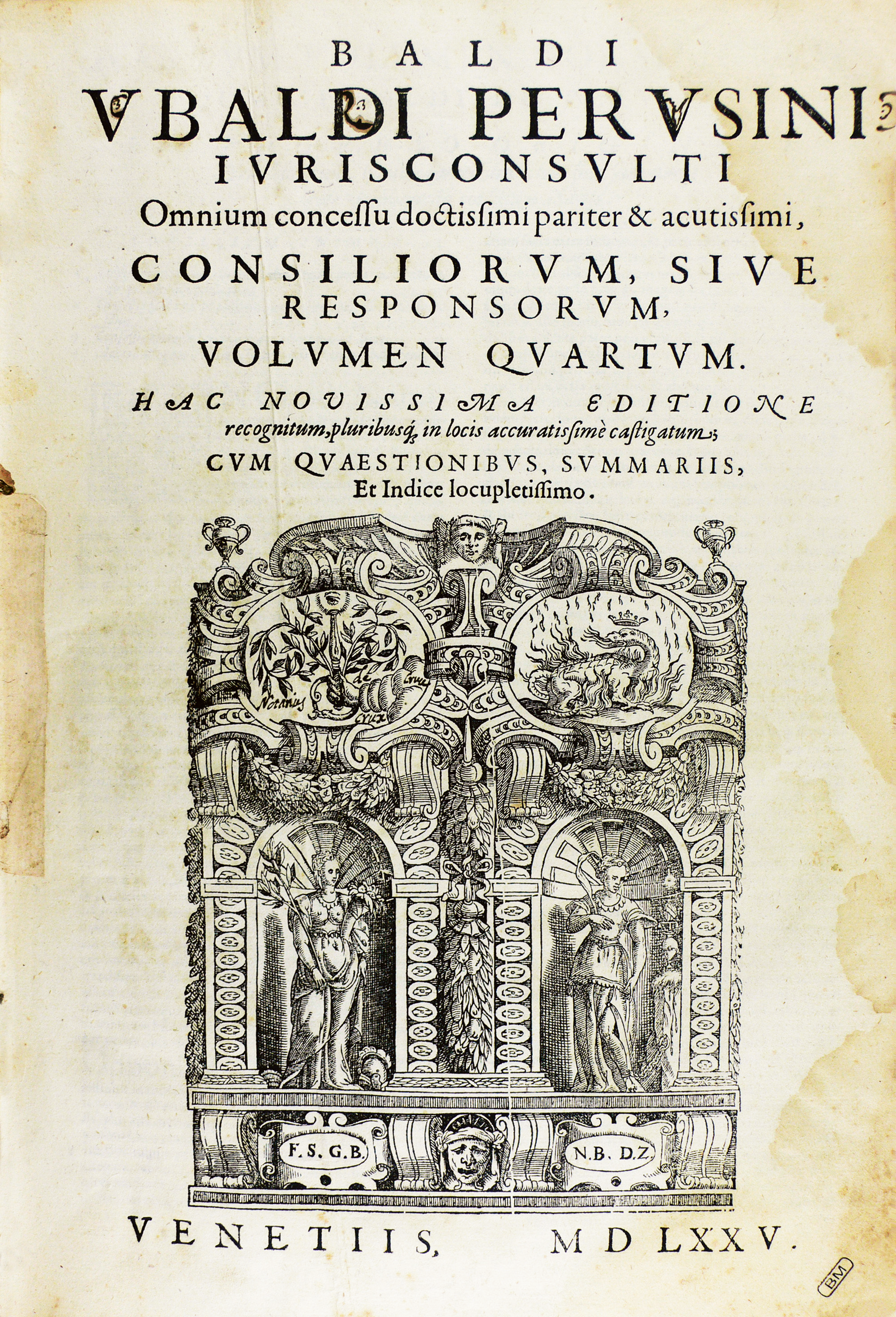
Consiliorum, siue responsorum, 1575